# وانگ چونگوانگ
وانگ چونگوانگ (انگلیسی: Wang Chunguang؛ زادهٔ ۱۵ ژانویهٔ ۱۹۶۷) کشتی‌گیر اهل چین بود. وی در بازی‌های المپیک تابستانی ۱۹۹۲ شرکت کرده‌است.